# Flash Airlines
Pour les articles homonymes, voir Flash.
Flash Airlines était une compagnie aérienne privée égyptienne à bas coûts créée en 2000. Domiciliée au Caire (Égypte), elle faisait partie de la compagnie de tourisme Flash Group et possédait deux Boeing 737, fabriqués en 1993, qu'elle utilisait pour des vols charter à l'international, notamment avec des pays européens, et en Égypte. La compagnie a cessé son activité après le crash de l'un de ses Boeing 737 près de Charm el-Cheikh en Égypte faisant 148 victimes.

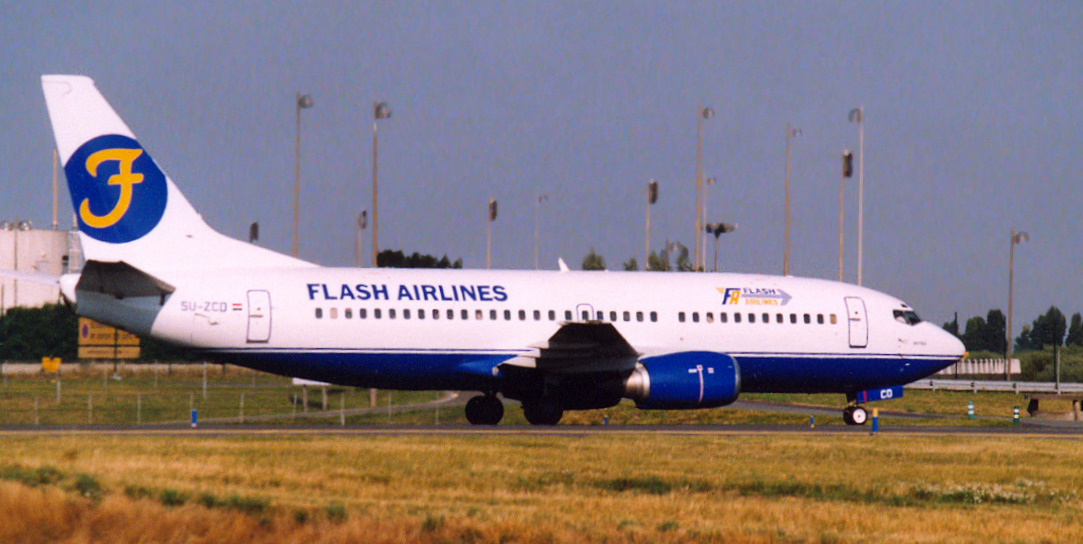
Un Boeing 737 de Flash Airlines à Roissy en 2003

## Historique
La compagnie est créée en 1995 sous le nom de Heliopolis Airlines puis rejoint le groupe Flash Group en l'an 2000.

## Problèmes de sécurité
Des doutes pèsent sur cette compagnie quant à la sécurité de ses passagers.
Certains éléments indiquent que Flash Airlines n’était pas toujours sérieuse en la matière :
- Les contrôles effectués par l’office fédéral de l'aviation civile suisse en 2002 et inscription sur liste noire.
- La réaction du chef pilote de Flash Airlines le 4 janvier 2004, après la révélation qu’un feu-moteur s’était produit en 2002, obligeant un appareil à atterrir d’urgence à Athènes : « C'est normal (...), il peut y avoir un incendie de moteur pendant un vol » [2].
- Une nouvelle recrue entrée dans la compagnie le 13 février 2003, suivant un entraînement uniquement sur simulateur, se voit devenir directement pilote, commencent à voler en mai ou juin 2003. En novembre 2003, le directeur des Opérations de Flash Airlines démissionne, notamment parce qu’il s’est opposé à cette façon de faire[3].
- Lors du crash du vol Flash Airlines FSH 604 en 2004, le commandant de bord n’a réalisé que 474 heures de vol sur un Boeing 737[4].
- De multiples témoignages de passagers sur l’état de l’intérieur de l’avion, notamment celui du directeur de l’aéroport d’Angers : l’appareil était usé, les trousses de secours usées, les sièges jaunis, et l’appareil où se trouvait cette personne a dû se poser à Milan, faute de carburant[5].
- Absence d’un spécialiste électricien dans la compagnie[6].

Les inspections, en dehors de celles effectuées en Suisse, n'ont pas toujours  été négatives pour la compagnie. Cependant, faute de temps, les vérifications peuvent être superficielles, comme le 22 octobre 2003 à Toulouse pour l'appareil immatriculé SU-ZCF.
Toutefois, Flash Airlines a réalisé un certain nombre de réparations en 2002 et 2003 :
- 2002, du 4 novembre au 20 décembre : le Boeing SU-ZCF est révisé par Braathens à Stavanger en Norvège[8].
- 2003, janvier : Le Boeing SU-ZCF subit une révision moteur par la SNECMA Morocco engine services. Un moteur de remplacement est loué et monté. L’ancien moteur est ensuite remonté sur l’avion, toujours en janvier.
- 2003, de janvier à février : révision de l’appareil SU-ZCD par Braathens[9].
- 2003, mars : l’appareil SU-ZCF reçoit un nouveau moteur installé par la SNECMA Morocco engine services[10].

## Crash du Vol 604
Le 3 janvier 2004, le Boeing SU-ZCF transportant 135 passagers (dont 133 Français) et 13 membres d'équipage décolle de Charm el-Cheikh à destination de Paris. Peu de temps après avoir quitté l'aéroport, à 4h45 heure locale, il s'abîme en Mer Rouge, à une dizaine de kilomètres des côtes. Aucun occupant ne survit. Les restes de l'appareil sont retrouvés quelques jours plus tard.